# Gisèle Asplund
Gisèle Sylvia Asplund, född 20 december 1943, död 2 januari 2011, var den första kvinnan att få en doktorsexamen från Handelshögskolan i Stockholm och hon var en av de första forskarna som uppmärksammade kvinnors underrepresentation på chefspositioner. 
Gisèle Asplund tillbringade sina grundskoleår på Franska Skolan. Åren 1964–1968 studerade hon till civilekonom på Handelshögskolan i Stockholm. Efter examen började hon forskarutbildningen vid skolan, med inriktning mot organisation och ledarskap.

## Karriär
Asplund disputerade med avhandlingen "Osäkerhetsfaktorer i företaget och i dess miljö" 1974. Efter doktorsexamen var hon gästforskare på Harvard Business School. I sitt yrkesliv som forskare och konsult arbetade hon för ökad jämställdhet, ofta genom organisationsutveckling och strategisk planering. Hon gjorde flera jämställdhetsstudier på svenska företag och myndigheter. Gisèle Asplund var krönikör i tidningen Expressen och Sydsvenska Dagbladet och startade tidningen Kvinnor & Ekonomi. 2021 namngavs trapporna intill Handelshögskolan, mellan Saltmätargatan och Holländargatan, efter henne: "Gisèle Asplunds trappor".